# 森下正雄
森下 正雄（もりした まさお、1923年〈大正12年〉10月20日 - 2008年〈平成20年〉12月5日）は、日本の東京都荒川区出身の紙芝居師。紙芝居全盛期である終戦直後から紙芝居の衰退する高度経済成長期、そして21世紀に至るまで生涯現役を貫いて紙芝居を上演し、児童文化保存に貢献した。喉頭癌で声帯除去手術を受けて声を失って以降、手術前の上演の声を録音したカセットテープで紙芝居を演じたことでも知られる。

## 経歴

### 紙芝居全盛期
東京都荒川区東日暮里で、紙芝居師の父・森下貞三のもとに誕生した。当初の職業は菓子工場員だった。戦中は出征、戦後は4年間のシベリア抑留を経て、1949年（昭和24年）に帰国した。第二次世界大戦の空襲で職場が失われたため、父の指導を受けた後、1950年（昭和25年）、父の家業を継いで紙芝居を始めた。シベリア抑留中に、父の紙芝居を真似て語った講談が周囲に喜ばれ、人の笑顔が見られる仕事がしたかったという思いも、紙芝居師を継いだ理由の一つだった。
やむを得ない事情で始めた仕事ではあったが、生来の子供好きな性格により、天職となった。菓子工場の経験を生かし、街頭紙芝居につきものの駄菓子にも工夫を凝らし、子供たちの好評を得た。紙芝居を見る子供たちの間では、駄菓子を買わずに見ることがご法度とされることもあったが、森下は菓子を買わずに見る子供を怒ることをせず、どんな子供にも紙芝居を楽しませる姿勢を心がけた。1952年（昭和27年）には、第1回紙芝居コンクールで優勝（特選）を果たした。
森下の紙芝居は、滑らかな口調で子供たちの支持を得られ、得意の題目は『黄金バット』であった。当時は日本全国に紙芝居師があふれており、荒川だけで200人、日本全国で3500人の紙芝居師がいた。収入面においては、日雇い労働者への定額日給が240円であったことから「ニコヨン」と通称されていた時代にあって、紙芝居はその倍近くの収入が得られ、紙芝居の全盛期であった。

### 紙芝居の衰退
高度経済成長期に入ると、テレビを始めラジオや漫画などの娯楽の普及につれて紙芝居は人気を失い、紙芝居師の数は激減。荒川でも次々に紙芝居師が廃業していく中、森下は伝統文化を守るため、現役の紙芝居師を貫き続けた。夫人は森下の意志に理解を示し、困窮する家計を内職で支えた。
このような時代において森下は、子供の夢とロマンを残すため、紙芝居児童文化保存会を結成。かつてのように街頭で紙芝居を演じるのではなく、公民館、老人ホーム、日本全国の祭りなどのイベントに自ら出向き、一つの出し物として紙芝居を披露するスタイルへと移行していった。1971年（昭和46年）頃には、東京でただ1人の正統派紙芝居師ともいわれた。親子2代にわたってのファンもおり、「そうした人々がいる限り、紙芝居をやめることはできない」と語っていた。

### 喉頭癌
1990年（平成2年）5月に、喉の不調を訴えた。同年に病院で喉頭癌の宣告を受け、転移を防ぐために声帯除去を勧められた。声帯除去はすなわち、紙芝居の命ともいえる声を失うことを意味していた。折しも児童文化における紙芝居の価値が見直され、前年の昭和天皇崩御に伴う自粛ムードが解けたこともあって、日本全国各地のイベントを前に多忙になってきた矢先のことであった。森下にとっては無念極まりなかったが、家族の説得もあって手術に同意した。同1990年8月に北海道旭川市で開かれた「日本のまつり」を最後に、紙芝居を休業した。
長女の「最後の肉声を残そう」との提案で、手術を前にした同年9月10日の夜の病室で、家族が集まる中、テープレコーダーを前に『黄金バット』を独演した。語りが終わると、同室の患者たち5人から拍手が巻き起こった。森下と同じように声を失ったこの患者たち5人が、期せずして肉声での最後の客となった。
そして翌9月11日の手術で、声帯を全摘出。術後は、声を出そうとしても声が出ず、涙目で病室の天井を見上げる毎日が続いた。しかし、かつて父に教わった「桃李（とうり）言わざれども下自ずから蹊（みち）を成す」の言葉を思い出し、「言葉がなくても、楽しく商売をしてゆけば、自然に人が認める」と考え、紙芝居への意欲を取り戻した。
声を失った後、1年以上にわたる銀鈴会での食道発声の練習により、日常会話は可能になったものの、紙芝居を演じるような声には程遠かった。手術前夜の録音の語りを使うことも考えたが、病室という環境を気遣って小声で録音したため、実演には適さなかった。

### 復帰
紙芝居実演を断念して児童文化保存活動に専念しようとしていた矢先、森下のもとに匿名でカセットテープが郵送されてきた。中には、声帯除去前の森下による『黄金バット』3話を始め計6話の紙芝居の語りが録音されており、これを使って子供たちに紙芝居を演じてほしいとの手紙が添えてあった。病室での録音と違って実演での、臨場感と迫力に満ちた語りだった。消印はかつて森下が巡業で訪れていた四国の丸亀市であり、折しも声を失った森下のことがテレビで放映されていたことから、丸亀の誰かがテレビを見て贈ってくれたものかとも思われたが、結局は送り主は不明のままで、森下は神様からの贈り物として受け止めた。
訓練の末、テープの語りに合せて口を動かす、新たな紙芝居のスタイルを確立し、実演を再開した。肉声は失われたものの、ほがらかな表情、紙芝居の肝である表現力は変わらず、子供たちや大人たちをひきつけた。横浜市野毛町でのイベント・野毛大道芸では、森下の紙芝居が始まるや、それまで騒いでいた人々が静まって見入るほど、子供たちに絶対的な人気を得た。言葉が不自由なことを気づかない子供もいるほどだった。
子供と手術前のような会話ができないことの辛さから、公園などでの街頭紙芝居の機会は減少し、各地のイベント会場を回るようになった。80歳を過ぎてからも月に2度ほど、公演、コンクール、商店街などの各種イベントで紙芝居を演じ、子供たちに夢と思い出を残すため、自分と同じ病気の人々を励ますため、精力的に活動を続けた。

### 晩年 - 没後
食道発声による第2の声による実演も目標にしていたが、それが叶うことはなかった。手術から3年後に癌が再発し、2005年（平成17年）には肺癌が発見され、手術を受けた。2008年（平成20年）11月16日に東京都台東区の下町風俗資料館で約40人の子供たちを相手に演じた公演した際、紙芝居の絵を舞台から抜くのに失敗して床に落とし、弟子の佐々木遊太はその様を初めて目にした。結果的に、これが最後の上演となった。
同2008年11月19日、医師より「もう有効な治療はできない」と告げられた。同2008年12月5日、肺癌により85歳で死去した。通夜と告別式には、紙芝居師仲間や、子供時代に森下の紙芝居を楽しみに育った者たち、約500人が参列した。棺桶には『黄金バット』などの紙芝居と、上演の際に常にかぶっていた赤い帽子が納められた。
同2008年12月に、下町風俗資料館で追悼展示会が開催され、11月の最後の上演の映像も紹介された。毎月の上演で常に司会を務めていた資料館専門員は「いつもニコニコ顔で、聞いているみんなもニコニコさせてしまう人でした」と、その人柄を偲んだ。翌2009年（平成21年）には、下町風俗資料館で街頭紙芝居大会が開催され、森下の追悼として、息子である森下昌毅や、東京、大阪、仙台から計15人の紙芝居師が集い、昌毅は父の十八番の『黄金バット』を披露した。没後は森下昌毅、弟子の佐々木遊太が跡を継ぎ、紙芝居を演じている。